# Blackoak

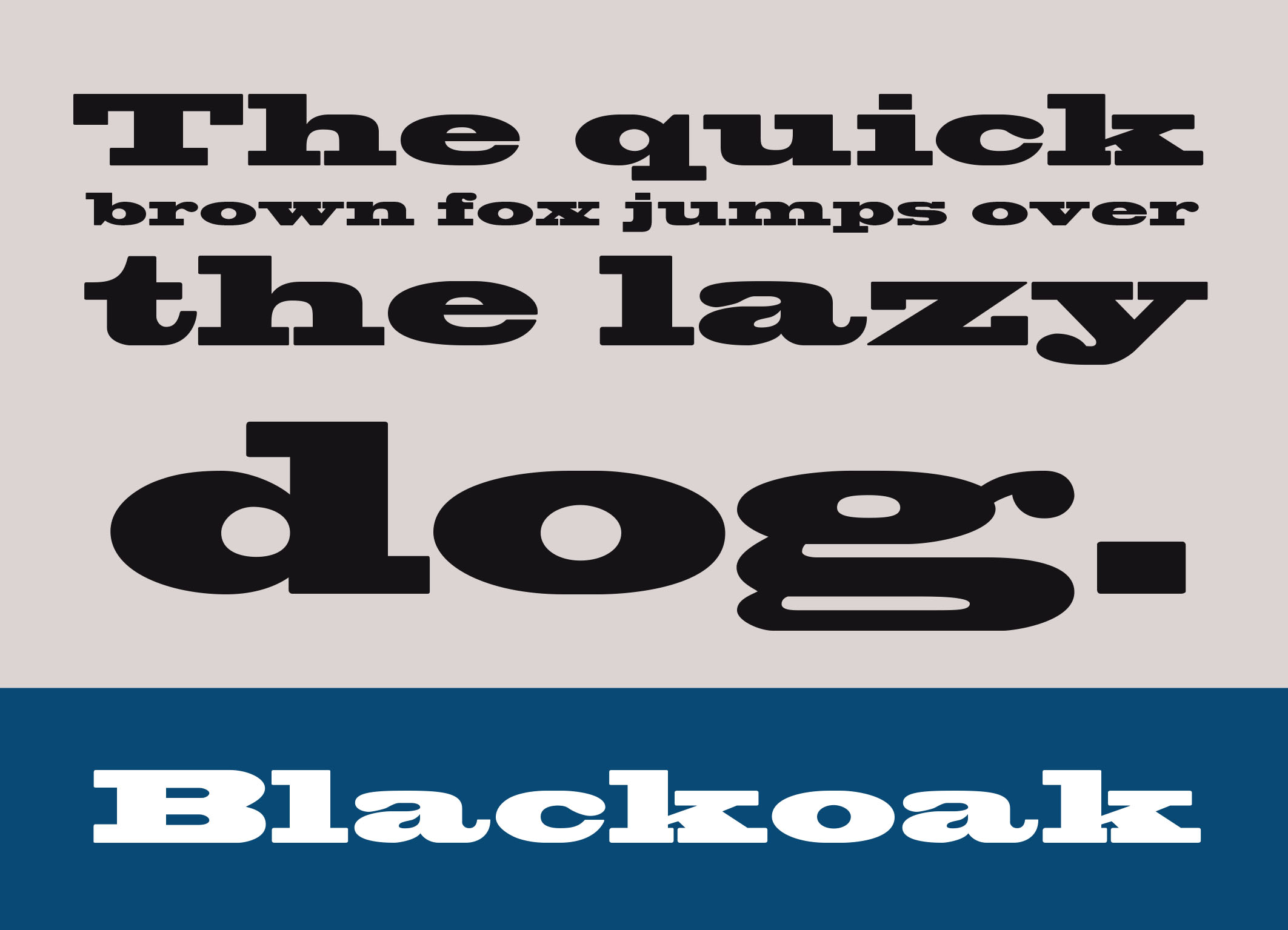
Schriftmuster der Blackoak mit einem Beispielsatz

Blackoak ist der Name einer digitalen Schrift, die Anfang der 1990er Jahre unter der Ägide des kalifornischen Software-Herstellers Adobe veröffentlicht wurde. Designerin war Joy Redick. Als fette, auf Holzlettern aus dem 19. Jahrhundert basierende Displayschrift im Egyptienne-Stil ist sie Teil der Kollektion Wood Type Revival – einer Digitalfont-Edition, die Adobe in Abstimmung mit historischen Originalen der Smithsonian Institution umsetzte. Ebenso wie bei der Madrone, einer Fat Face, die ebenfalls auf historische Vorlagen zurückgeht und gleichfalls Bestandteil dieser Schriften-Edition ist, sticht bei der Madrone die extrem breite Zeichengestaltung hervor.

## Merkmale
Die Blackoak ist eine extrem breit laufende, vor allem auf plakative Einsatzzwecke hin abgestellte Egyptienne. Der geringe Unterlängen-Bereich sowie die gleichfalls reduzierte Oberlängen-Höhe bewirken eine starke Präsenz des Kleinbuchstaben-Bereichs. Vom Schrifttyp her ist die Blackoak eine Egyptienne – eine Art Schrift, die im frühen und mittleren 19. Jahrhundert stark gebräuchlich war und vor allem bei Slogans, Markennamen sowie Headlines Verwendung fand. Stilistisch lässt sie sich ins Metier der Western- oder auch Empire-Schriften einsortieren. Ähnliche Schriften, die ebenfalls in den 1990ern auf den Markt gebracht wurden, sind die Playbill und die Ponderosa.

## Verbreitung und Schrift-Alternativen
Die Veröffentlichung der Blackoak erfolgte im Rahmen der Kollektion Adobe Wood Type Revival – einer Auswahl ausgesuchter Neudigitalisierungen, die auf historische Holzletter-Schriften aus dem 19. Jahrhundert zurückgehen und in Zusammenarbeit mit dem National Museum of American History at the Smithsonian Institution umgesetzt wurden. Die Reihe war – ebenso wie die Veröffentlichung von Grunge-, Werbe-, Spaß- und Decoschriften – innerhalb des Adobe-Schriftentwicklungsteams nicht ganz unumstritten. Adobe setzte zu jener Zeit primär auf den Aufbau einer hochwertigen Original-Schriftbibliothek, um die von dem Unternehmen entwickelte PostScript-Technologie mit möglichst breit ausgebauten Satzschriften zu flankieren. Die Forcierung auf Premium-Schriften, wie sie vor allem Robert Slimbach als Leiter der Schriftentwicklung favorisierte, wurde im Zug dieser Entscheidungsfindungen allerdings modifiziert in Richtung eines heterogener aufgestellten Angebotsspektrums. Die Folge war eine inhaltlich-gestalterisch breite Palette an unterschiedlichen Schriften – ebenso auch die forcierte Zusammenarbeit mit freitätig arbeitenden Schriftentwerfern, zu denen auch Blackoak-Entwerferin Joy Redick sowie weitere in die Verwirklichung der Woodtype-Revival-Fontreihe involvierte Grafiker zählten. Teils in Zusammenarbeit mit anderen an der Reihe beteiligten Typedesignern war Joy Redick an der Erstellung weiterer mit typischem „Western-Flair“ versehener Fonts beteiligt wie etwa Willow, Mesquite, Ironwood und Cottonwood.
Als Originalschrift einer bestimmten historischen Periode findet die Blackoak auch im zeitgenössischen Grafikdesign weiter Verwendung. Die Typedesign-Archivseite Fonts in Use listet als herausragendes Beispiel für die Verwendung dieser Schrift ein Plakat des Type Directors Club (TDC) aus dem Jahr 1998 auf. Als vergleichbare Schriften listet die Seite unter anderem die – gleichfalls in der Wood Type Revival erschienene – Madrone sowie die Antique Extended, eine 1838 von dem Holzlettern-Hersteller Nesbitt auf den Markt gebrachte Schrift.